# Thích Vy
Thích Vy (chữ Hán: 戚薇, bính âm: Qi Wei, sinh ngày 26 tháng 10 năm 1984) là ca sĩ, diễn viên, người mẫu người Trung Quốc.
Cô tốt nghiệp Học viện Âm nhạc Nghệ thuật Chuyên nghiệp Chiết Giang.
Năm 2013, cô giành được nhiều giải thưởng truyền hình như Nữ diễn viên có ảnh hưởng nhất tại FHM, Nữ diễn viên nổi tiếng nhất ở buỗi lễ Asian Idols, hay "Nữ diễn viên được yêu thích nhất" với vai diễn Trình Hi trong "Tình yêu ắt có ý trời",....

## Tiểu sử
Thích Vy sinh ra tại Tứ Xuyên, Thành Đô, Trung Quốc. Hiện đang ở tại Khu Triều Dương, Bắc Kinh. Sau khi tốt nghiệp cấp 3, cô thi đỗ vào trường Học viện Âm nhạc Nghệ thuật Chuyên nghiệp Chiết Giang.
Ra mắt khán giả vào năm 2006 nhờ tiết mục "Ngã Hình Ngã Tú" của đài truyền hình Thượng Hải Phương Đông, trở thành top mười toàn quốc. Sau đó cùng với Viên Thành Kiệt hợp tác thành ban nhạc "Trai tài gái sắc" cùng với các album "Trai tài gái sắc", "2U" với single "Làm một nửa của anh". "Diệu xuất thải", "Prefect Match", cũng nhờ vào bài "bãi biển số 18" mà bắt đầu được hoan nghênh.
Tháng 8 năm 2011 ký hợp đồng với Hải Điệp Âm nhạc, bắt đầu con đường solo riêng, cho ra mắt ca khúc cá nhân "Nếu đã quên đi tình yêu".

## Sự nghiệp diễn xuất
Sau khi ra mắt công chúng một thời gian, Thích Vy bắt đầu sự nghiệp điện ảnh - truyền hình của mình. Nổi danh nhờ vai diễn Hạ Hữu Thiện trong bộ phim "Ba thiên kim nhà họ Hạ", vai Quán Đào công chúa trong phim "Mỹ nhân tâm kế", Mộc Chi Tình trong "Đánh thức tình yêu". Đồng thời không thể không kể tới vai nữ chính trong phim điện ảnh "Tố Thứ Hữu Tiền Nhân" năm 2012, và đạt được giải thưởng lớn trong năm đó.
Tháng 2 năm 2013, Thích Vy tham gia bộ phim "Tình yêu ắt có ý trời" với vai diễn Trình Hi. Nhờ vào vai diễn này, trong Liên hoan phim quốc gia 2013, Thích Vy nhận được giải thưởng "Nữ diễn viên được yêu thích nhất".

## Cuộc sống cá nhân
Tháng 8 năm 2013, Thích Vy cùng tài tử người Mỹ gốc Hàn Lee Seung Hyun đi về nhà trọ sau khi đi ăn đồ nướng bị báo chí bắt gặp, hai người công khai tình cảm. Họ nên duyên sau khi hợp tác trong bộ phim Một tôi khác trên thế gian này (2012).
Ngày 18 tháng 6 năm 2014, hai người bị bắt gặp cùng sang Brazil xem World Cup. Ngày 19 tháng 6 năm 2014, Thích Vy và Lee Seung Hyun thông báo trên weibo chính thức hẹn hò.
Ngày 28 tháng 6 năm 2014, Thích Vy ở trường quay thản nhiên nói Lee Seung Hyun đã chính thức về gặp bố mẹ, Thích Vy còn ngọt ngào nói: "Bố mẹ tôi thấy anh ấy rất tốt, rất hiếu thuận, và rất có trách nhiệm gia đình, anh ấy có thể chăm sóc tốt cho tôi".
Ngày 2 tháng 8 năm 2014, trong một buổi chụp hình ở bờ biển Saipan, Lee Seung Hyun bất ngờ cầu hôn Thích Vy. Ngày 25 tháng 8 năm 2014, Thích Vy đăng ảnh cưới trên Weibo chính thức đính hôn với Lee Seung Hyun.
Ngày 8 tháng 9 năm 2014, hai người đã tiến hành hôn lễ trong giáo đường lâu đài Caesars ở Las Vegas.
Tháng 1 năm 2015, nữ diễn viên hạ sinh con gái đầu lòng.

## Phim

### Phim truyền hình
| Năm  | Tựa đề phim                             | Tên tiếng Trung    | Vai diễn                        |
| ---- | --------------------------------------- | ------------------ | ------------------------------- |
| 2007 | Điện Báo Kỳ Duyên                       | 来电奇缘           | Kỳ Vy                           |
| 2007 | Kình Vũ Thế giới                        | 劲舞世界           | Triệu Lệ Na                     |
| 2009 | Hiền Thê Lương Mẫu                      | 贤妻良母           | Trịnh Khả Linh                  |
| 2010 | Bong Bóng Mùa Hè                        | 泡沫之夏           | Bạn cũ của Âu Thần              |
| 2010 | Mỹ Nhân Tâm Kế                          | 美人心计           | Quán Đào Công Chúa              |
| 2010 | Mỹ Nữ Như Vân                           | 無懈可擊之美女如雲 | Vưu Tiểu Nhu/ Sharon            |
| 2011 | Ba Thiên Kim Nhà Họ Hạ                  | 夏家三千金         | Hạ Hữu Thiện                    |
| 2011 | Cao Thủ Như Lâm                         | 无懈可击之高手如林 | Diệp Nhu                        |
| 2011 | Đánh Thức Tình Yêu                      | 爱情睡醒了         | Mộc Chi Tình                    |
| 2012 | Anh Bạn Trai Kinh tế Của Tôi            | 我的經濟適用男     | Mạc Nhu                         |
| 2012 | Cổ Tích Một Phần Hai                    | 童话二分之一       | Tiêu Tiêu                       |
| 2013 | Tình Yêu Ắt Có Ý Trời                   | 爱情自有天意       | Trình Hi/ Phương Quyên          |
| 2013 | Thiếu Niên Thần Thám Địch Nhân Kiệt     | 少年神探狄仁杰     | Lý Uyển Thanh                   |
| 2013 | Có Một Tôi Khác Trên Thế Gian Này       | 世界上的另一个我   | Kỷ Nam Na                       |
| 2013 | Đào Chi Luyến                           | 陶之恋             | Âu Dương Bách Kỳ                |
| 2014 | Cổ Kiếm Kỳ Đàm                          | 古剑奇谭           | Diệp Trầm Hương                 |
| 2014 | Mưu Thánh Quỷ Cốc Tử                    | 谋圣鬼谷子         | Kim Thục                        |
| 2014 | Tình Yêu Trở Lại                        | 爱情回来了         | Minh Lượng                      |
| 2015 | Xin Chào, Kiều An                       | 你好，乔安         | Kiều An (Joann)                 |
| 2016 | Tôi Là Đỗ Lạp Lạp                       | 我是杜拉拉         | Đỗ Lạp Lạp                      |
| 2016 | Phồn Tinh Tứ Nguyệt (Trời Sao Tháng Tư) | 繁星四月           | Diệp Phồn Tinh                  |
| 2017 | Quán Ăn Đêm (Bản Trung)                 | 深夜食堂           | Ngải Chân (xuất hiện tập 6,7,8) |
| 2019 | Không Có Bí Mật Với Em                  | 没有秘密的你       | Lâm Tinh Nhiên                  |

### Phim điện ảnh
| Năm  | Tên phim                           | Tên tiếng Trung | Vai diễn         |
| ---- | ---------------------------------- | --------------- | ---------------- |
| 2009 | Trùng Khánh Mỹ Nữ                  | 重庆美女        | Sa Nhược Hinh    |
| 2011 | Hồi Mã Thương                      | 回马枪          | Niếp Ẩn Nương    |
| 2012 | Tố Thứ Hữu Tiền Nhân               | 做次有錢人      | Lâm Bồi          |
| 2012 | Chạy Ra Một Mảnh Trời              | 跑出一片天      | Cindy            |
| 2013 | Cô Bạn Gái Khoa Phát Thanh Của Tôi | 我的播音系女友  | Trương Liễu Liễu |
| 2016 | Vương Bài Đối Vương Bài            | 王牌对王牌      | vai khách mời    |

### Phim ngắn
- Bởi Vì Yêu Nên Nói Ra Bí Mật Của Anh.
- Trăm Lần Không Nghĩ Đến.